# Glembajevi (1988.)
Glembajevi su hrvatski igrani film (drama) iz 1988. godine.

## Radnja
Jedanaest godina nakon majčina samoubojstva slikar Leone Glembay vraća se iz inozemstva u obiteljsku kuću u Zagrebu, gdje ga salijeću uspomene iz prošlosti, ponajviše na voljenu majku, na sestru koja je također počinila samoubojstvo, na barunicu Castelli - drugu ženu njegova oca, uglednog bankara Ignjata Glembaya. Jedina osoba koju Leone doista poštuje među članovima svoje porodice jest Beatrice, udovica njegova brata Ivana, sad časna sestra imenom Angelika. Suočen sa svenazočnim licemjerjem i znajući kriminalni način na koji su se Glembayi obogatili, Leone dolazi u sukob s ocem i barunicom.

## Glavne uloge
- Mustafa Nadarević kao Leone Glembay
- Ena Begović kao barunica Castelli
- Tonko Lonza kao Ignjat Glembay
- Bernarda Oman kao Beatrice, sestra Angelika
- Matko Raguž kao Silberbrant
- Žarko Potočnjak kao Puba Fabriczy
- Zvonimir Zoričić kao Franz
- Zvonko Štrmac kao Titus Andronicus Fabriczy
- Zvonimir Rogoz kao stariji gospodin
- Ksenija Pajić kao prosjakinja Fanika Canjeg

## Nagrade
- Pula 1988.
  - Zlatna arena za glavnu mušku ulogu Mustafi Nadareviću
  - Zlatna arena za epizodnu žensku ulogu Eni Begović
  - Zlatna arena za kostimografiju

- Herceg Novi 1988.
  - Brončana mimoza za režiju (ex aequo sa Zdravkom Šotrom za film Braća po materi)

- Vrnjačka banja 1988.
  - 3. nagrada za scenarij

- Niš 1988.
  - Grand prix Ćele kula Mustafi Nadareviću

- Bitolj 1988.
  - Zlatna plaketa Vjekoslavu Vrdoljaku

## Zanimljivosti
- Glumica Ena Begović je za ulogu barunice Castelli nagrađena Zlatnom arenom za epizodnu žensku ulogu. Glumica je nagradu odbila, jer je smatrala da se radi o glavnoj ulozi. Film je, također, podijelio kritiku i zbog znatna pomlađivanja lika barunice Castelli, ali ga je publika iznimno dobro prihvatila.
- Scena ubojstva barunice Castelli snimljena je u dvorcu Maruševcu kraj Varaždina.

## Vanjske poveznice
- Glembajevi u internetskoj bazi filmova IMDb-a
- Filmski programi